# Замок Рэби
Замок Рэби (англ. Raby Castle) — средневековый замок, расположенный в оленьем заповеднике площадью 810 000 м² недалеко от деревни Стейндроп в графстве Дарем, Англия. Здание внесено в список памятников архитектуры I* категории, открыто для посещения в любое время года.

## История
Замок построен Джоном Невиллом, 3-м бароном Невилл из Рэби, примерно между 1367 и 1390 годами. Здесь родилась Сесилия Невилл, мать королей Эдуарда IV и Ричарда III. После того, как Чарльз Невилл, 6-й граф Уэстморленд, возглавил  в 1569 году быстро подавленное Северное восстание, направленное на освобождение из заключения бывшей королевы Шотландии Марии Стюарт, замок Рэби был конфискован короной. Сэр Генри Вейн-старший в 1626 году приобрёл у короны Рэби и соседний замок Барнард, а графы Дарлингтон и герцоги Кливленд добавили вестибюль в готическом стиле и восьмиугольную гостиную. С 1833 по 1891 год они были герцогами Кливленд и сохраняли титул лордов Барнард.

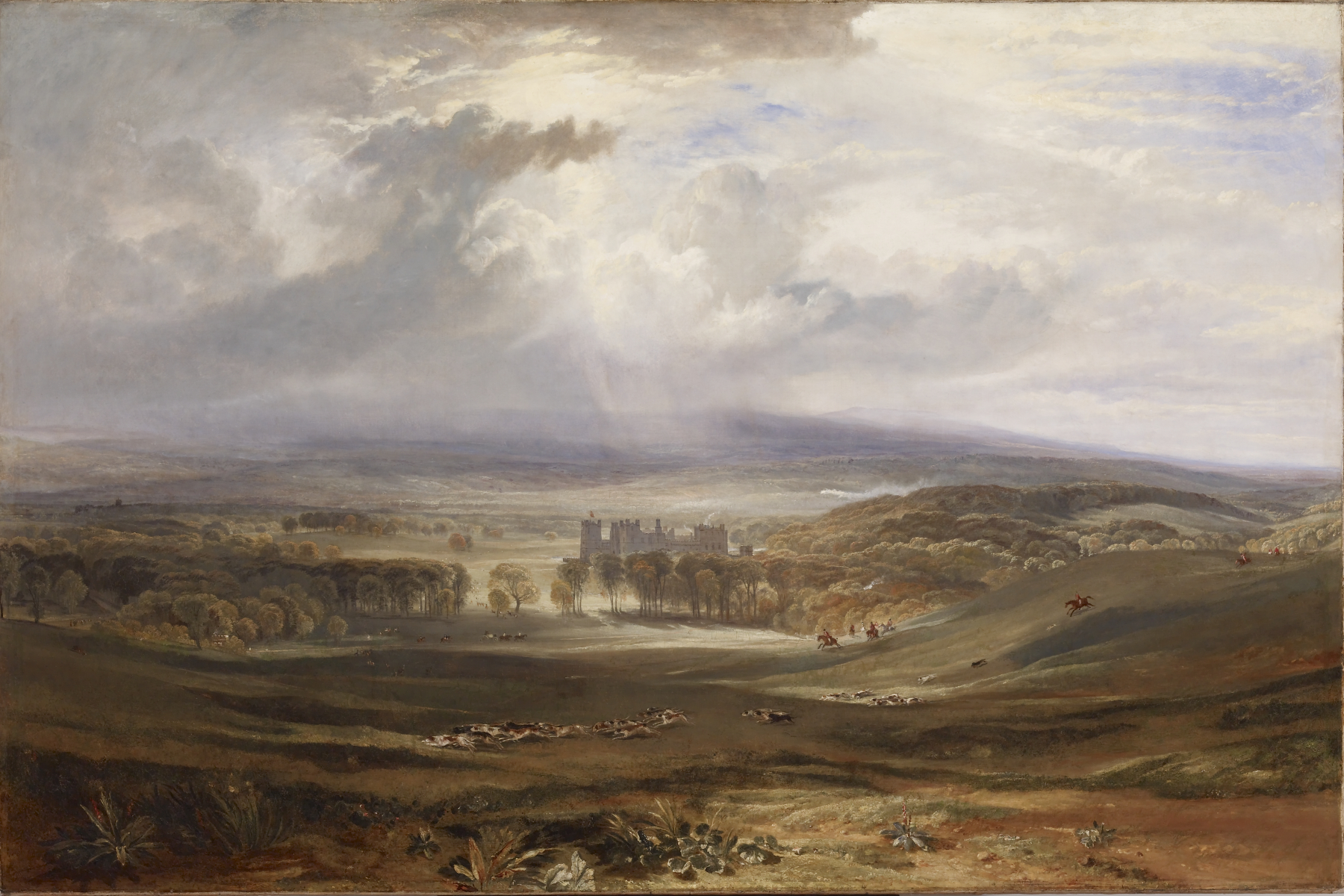
Замок Рэби. Уильям Тёрнер, начало XIX в. Художественный музей Уолтерс, Балтимор.

В XVII и XVIII веках в замке были проведены масштабные перестройки. Замок знаменит своими размерами и картинами, включая работы старых мастеров и портреты (среди них произведения Кнеллера, Джерваса, ван Миревельта, Верне, Лели, Уокера, ван дер Нера, де Воса, ван Дейка, Рейнольдса, Джордано, Амигони, Баркера и Пауэрса). После 1733 года с 11-летнего возраста его часто посещал поэт Кристофер Смарт, который в 13 лет ненадолго сбежал с Энн Вейн, дочерью Генри Вейна, наследника титула барона Барнард.
Хотя замок открыт для посещения, он по-прежнему находится в частном владении и остаётся резиденцией семьи Вейн, баронов Барнард. Благодаря внимательному отношению 11-го барона к реставрационным работам, бо́льшая часть редких внутренних архитектурных особенностей замка была сохранена.